# Agrobacterium rhizogenes
Agrobacterium rhizogenes es una bacteria del suelo gram negativa. En la rizosfera, las plantas pueden sufrir heridas por motivos mecánicos o por el ataque de patógenos. Como reacción a esas heridas, la planta secrega compuestos fenólicos, como la acetosiringona, que atraen bacterias. Bajo tales condiciones, ciertos genes bacterianos se expresan lo que lleva a la transferencia de segmentos de ADN de la bacteria a las células de la planta. Luego de la integración y expresión esos genes producen un fenotipo particular denominado "raíz pilosa". ´
Esta propiedad de A. rhizogenes permite su utilización como vector para realizar transformación genética de plantas para la obtención de raíces transgénicas. El cultivo posterior de estas raíces genéticamente transformadas permite a su vez la producción comercial de ciertos metabolitos secundarios que se sabe que la planta produce.